# 후타가와·히나구 단층대

지진조사위원회(2013년)가 조사한 단층대 위치도
후타가와 단층대
히나구 단층대

후타가와·히나구 단층대는 일본 규슈 구마모토현 거의 전역과 가고시마현 북부 일부를 가로지르는 활단층이다. 후타가와 단층대와 히나구 단층대의 길이를 합치면 101 킬로미터로서 규슈 내 단층 중 최장 길이이다.

## 개요
후타가와 단층대는 미나미아소촌의 아소 산 외륜산 서측 사면으로부터 마시키정 키야마 촌 인근을 기나 우토반도 끝자락까지 닿으며 대략 동북동에서 서남서 방향으로 그어져 있다. 그 길이는 64 킬로미터 이상에 달할 가능성이 있다. 히나구 단층대는 마시키 정 키야마 촌으로부터 아키키타정을 지나 아쓰시로해 남부까지 닿으며 대략 북동에서 남서 방향으로 그어져 있다. 그 길이는 81 킬로미터 이상일 가능성이 있다. 두 단층은 마시키 정 키야마 촌에서 서로 연결된다.
후타가와-히나구 단층대는 필리핀해판의 섭입에 의해 발생된 동-서 방향의 최대 주 응력의 영향을 받는 것으로 보이며, 두 단층 모두 정단층 성분을 가지고 있지만 우수향 주향이동 성분이 우세한 사교 단층이다. 후타가와단층은 동북동-서남서 주향을 가지며, 북북서 경사 방향을 가지는 단층이다. 히나구단층은 북북동-남남서 주향을 가지며, 서북서 경사방향을 가지고 있다.

## 지진
이 단층대는 2016년 구마모토 지진의 원인으로 지목되고 있다.. 구마모토 지진의 가장 큰 전진(M=6.4)은 4월 14일 히나구 단층대의 북동쪽 연장 끝부분에서 발생하였으며, 이틀 뒤인 4월 16일 본진(M=7.1)이 후타가와 단층대와 히나구 단층대가 접하는 마시키 지역 인근에서 발생하였다. 전진 이후 발생한 여진들의 분포는 주로 히나구단층의 북동쪽에 집중되어 있으며, 본진 이후에 발생한 여진들과 지표파열은 후타가와 단층대를 따라 동북동 또는 북동 방향으로 전파되었다. 후타가와단층과 히나구단층 북부 지역을 따라 지표파열이 집중 되었으며, 단층의 감각은 대부분 우수향 단층이다.

### 지표 변위
지진으로 인해 도존(Douzon) 지역 등에서 2m 정도의 수평 변위가 발생했다.

## 같이 보기
- 2016년 구마모토 지진
- 벳푸-시마바라 지구대